# Eckart zur Nieden

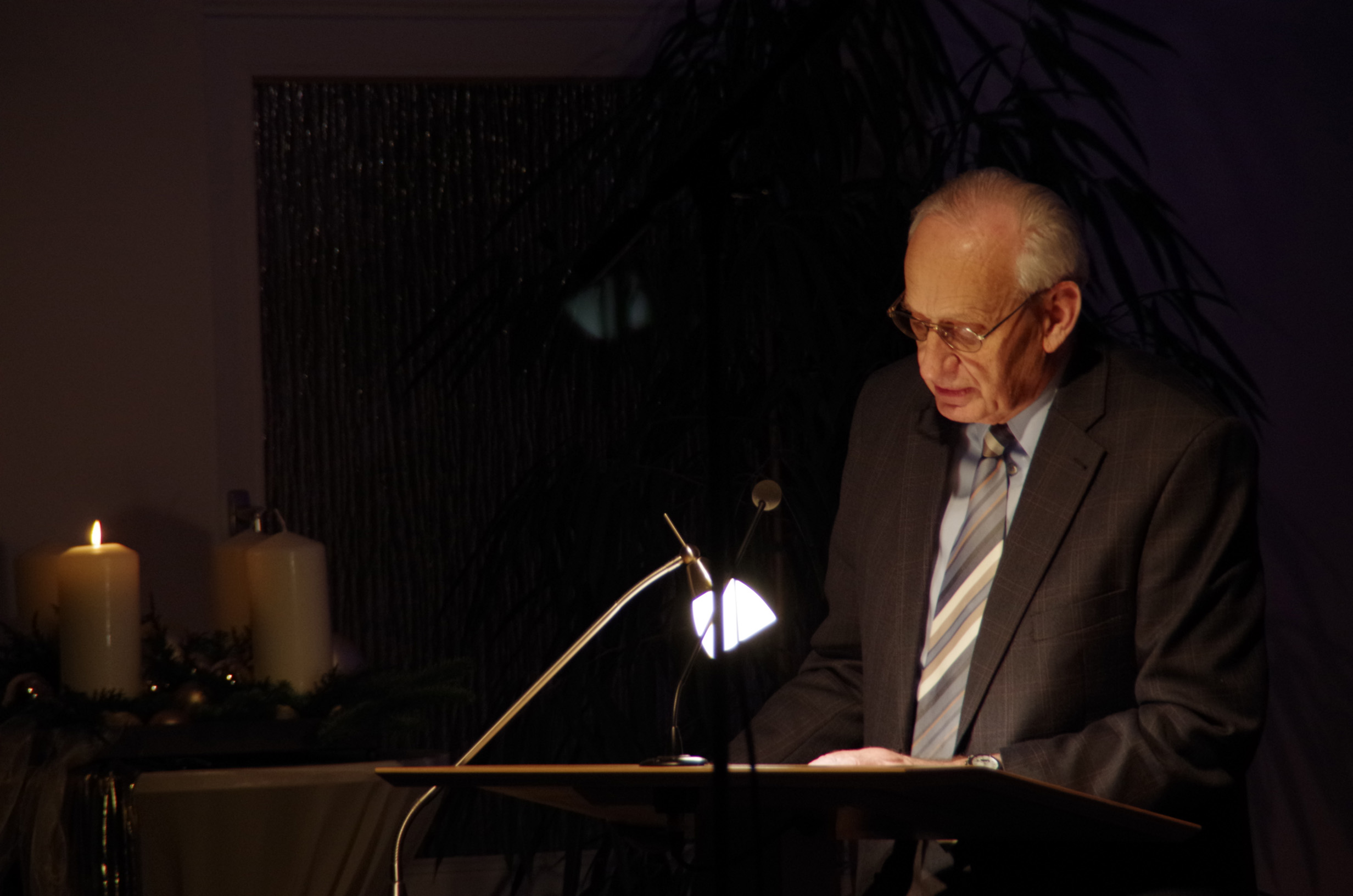
Eckart zur Nieden bei einer Lesung im Dezember 2013

Eckart zur Nieden (* 12. Juli 1939 in Berlin) ist ein Theologe, christlicher Journalist und Autor von mehr als 30 Kinderhörspielen und über 50 Büchern.

## Leben
Eckart zur Nieden wuchs bis zum Zweiten Weltkrieg in Berlin auf. Während des Krieges lebte er in Großalmerode bei Kassel. In Kassel wurde er Schlosser, bevor er 1960 an der Evangelischen Hochschule Tabor in Marburg eine theologische Ausbildung begann. In Großalmerode arbeitete er daraufhin über fünf Jahre beim Missionswerk Frohe Botschaft.
Zur Nieden arbeitete 35 Jahre bis zu seinem Ruhestand 2004 in der Programmleitung und als Hörfunkredakteur beim Evangeliums-Rundfunk. Dort produzierte er zahlreiche Hörspielsendungen für Kinder und Erwachsene; von der erfolgreichsten Hörspielreihe Die 3 vom Ast wurden über 250.000 Exemplare verkauft. Zudem entwickelte er Kindersendungen und Talkshows für das ERF Fernsehen, wo er leitend tätig war. Bis heute ist Eckart zur Nieden als Buchautor tätig. Auch auf diesem Gebiet verfasste er sowohl Werke für Kinder als auch beispielsweise Krimis (Rotkäppchen und die Killer) und Kurzgeschichten für Erwachsene. Zu seinen Jugendbüchern zählen unter anderem die Titel Nächte an der Grenze (1973 erstmals erschienen) und Verteidigt die Mühle! (1. Auflage 1985), die später auch als Hörspiele vertont wurden. 2008 erschien Verteidigt die Mühle – Der Film auf DVD.
Zusätzlich tritt Eckart zur Nieden auch als Liedtexter in Erscheinung. Sein Lied Advent ist es heut steht mit einer Vertonung von Siegfried Rams (Melodie) und Hansjörg Peppler (Satz) unter Nummer 8 im Gesangbuch der Neuapostolischen Kirche. Bekannt wurde seine Bearbeitung des Psalms 139 (Wohin sollt ich gehen), die von Johannes Nitsch für das Musical Jona vertont und von Cae Gauntt interpretiert wurde, sowie das Lied Die Freude am Herrn ist eure Stärke aus dem Musical über Nehemia. Er ist Mitautor des Pop-Oratoriums Credo – das Vermächtnis über die Geschichte des Christentums.
Besonderes Augenmerk legt Eckart zur Nieden auf die Bearbeitung biblischer Geschichten, die er in vielen seiner Bücher und Hörspiele bearbeitet und nacherzählt (zum Beispiel in Mein Name ist …) oder lyrisch verarbeitet (Der Fiesling im Riesling).
Eckart zur Nieden ist Mitglied in der Gemeinschaft künstlerisch arbeitender Christen – DAS RAD. Er engagierte sich – bis 2019 zusammen mit seiner in diesem Jahr verstorbenen Frau Edeltraud – im Vorstand des 2014 gegründeten christlichen Vereins „Perlenschatz“, der muslimische Frauen vor häuslicher Gewalt, Ehrenmord und Zwangsheirat schützt.
Er war seit 1967 verheiratet, hat ein Kind und lebt im Ruhestand in Braunfels bei Wetzlar.

## Veröffentlichungen (Auswahl)
- Nächte an der Grenze, Christliches Verlagshaus, Stuttgart 1973, 5. Aufl. 1983, ISBN 3-7675-0249-6.
- Die Kajüte, Christliches Verlagshaus, Stuttgart 1978, ISBN 978-3-7675-2621-1; spätere Nachauflagen erschienen auch unter Titel Vier in einer Kajüte sowie Das Abenteuer-Schiff.
- Mein Name ist …: Menschen der Bibel stellen sich vor, Christliches Verlagshaus, Stuttgart 1980, 4. Aufl., 1988, ISBN 978-3-7675-3095-9.
- Ich war Augenzeuge: Menschen der Bibel begegnen Jesus, Christliches Verlagshaus, Stuttgart 1986, ISBN 978-3-7675-3140-6.
- Die 3 vom Ast, Hörspiel-Serie (1993–1999)
- Die Überwinder, Kriminalroman, SCM Collection, Witten 1998, ISBN 978-3-7893-1137-6.
- Ole der Pirat, Hörspiel-Serie (1999–2002)
- Rotkäppchen und die Killer, Kriminalroman, SCM Collection, Witten 2000, ISBN 978-3-7893-1212-0.
- Du bist bei mir Tag und Nacht: Abendgebete und Gedichte für Kinder, SCM Collection, Witten 2000, ISBN 978-3-7893-7983-3.
- Elf-Minuten-Geschichten, SCM R. Brockhaus, Witten 2002, ISBN 978-3-417-23504-3.
- Fensterplatz frei, Erzählungen, SCM R. Brockhaus, Witten 2002, ISBN 978-3-417-20616-6.
- Schöne Bescherung! Geschichten zur Weihnachtszeit, Brunnen Verlag (Gießen), 2002, 8. Aufl. 2011, ISBN 978-3-7655-3732-5.
- Der Fiesling im Riesling: biblische Balladen, Brunnen Verlag, Gießen 2004, 4. Aufl. 2007, ISBN 978-3-7655-3767-7.
- Der Strolch im Lolch: neue biblische Balladen, Brunnen Verlag, Gießen 2004, 4. Aufl. 2007, ISBN 978-3-7655-3772-1.
- Mein Ninivekomplex: Jonas Tagebuch, Brunnen Verlag, Gießen 2005, ISBN 978-3-7655-3859-9.
- Sehr geehrter Herr Isaak: Briefwechsel mit biblischen Senioren, Brunnen Verlag, Gießen 2005, 3. Aufl. 2007, ISBN 978-3-7655-1885-0.
- Meine 100 besten Szenen: für Veranstaltungen & Gemeinde, Brunnen Verlag, Gießen 2008, ISBN 978-3-7655-2960-3.
- Verteidigt die Mühle!, SCM Hänssler, Holzgerlingen 2008, ISBN 978-3-7751-4903-7.
- Tasso – Krieger, Händler, Bärentöter, Christliche Literatur-Verbreitung, Bielefeld 2008, ISBN 978-3-86699-210-8.
- Das Uhrwerk des Meisters, Korntal: eine Geschichte von Aufbruch, Abenteuer und Hoffnung, Brunnen Verlag, Gießen 2012, ISBN 978-3-7655-1198-1.
- Das große Buch der biblischen Balladen, Brunnen Verlag, Gießen 2013, ISBN 978-3-7655-4183-4.
- Der gelbe Wagen und andere Erzählungen, Brunnen Verlag, Gießen 2015, ISBN 978-3-7655-0912-4.
- Art Journaling Kinderbibel – Neues Testament, SCM R. Brockhaus, Witten 2016, ISBN 978-3-417-28754-7.
- Der falsche Kaiser. Ein Mittelalterroman, St. Benno Verlag, Leipzig 2019, ISBN 978-3-7462-5466-1.
- Murmeln und Granaten. Wie meine Familie vor dem Krieg davonlaufen wollte (Autobiographie), Francke-Verlag, Marburg 2019, ISBN 978-3-96362-053-9.
- Lachen und Beten eines Poeten. Autobiografisches aus acht Jahrzehnten, Francke-Verlag, Marburg 2020, ISBN 978-3-96362-135-2.
- Arme habt ihr allezeit bei euch; einen rechten und einen linken. 100 Sprüche, die so nicht in der Bibel stehen ..., Brunnen Verlag, Gießen 2023, ISBN 978-3-7655-3620-5.

## Hörspiele

### Die Drei vom Ast
Seine erfolgreichste Hörspielserie, Die Drei vom Ast (meist stilisiert zu: Die 3 vom Ast) mit Eichhörnchen Waldemar, Elster Kleopatra und der Eule Eulalia Hedwig Sophie Gräfin von Eichenhain-Uhland, schrieb Eckart zur Nieden für Kinder ab vier Jahren. In 17 Folgen werden mit Liedern und Geschichten Fragen der Kinderwahrnehmung aufgegriffen und erklärt. Die Hörspiele erschienen im ERF-Verlag. Ferner erschien Die Drei vom Ast: Das Lesebuch, Oncken-Verlag 1998, Die Drei vom Ast treffen den Meißel-Heini, ERF-Verlag 2000, eine Auswahl von Geschichten in Szene für Kindergruppen oder Puppentheater unter dem Titel Vorhang auf für die Drei vom Ast, ERF-Verlag 2000, die Kompilationskassetten Hallo! Wir sind die Drei vom Ast, ERF-Verlag 1995, und Wir sind’s: Die Drei vom Ast mit einer Auswahl von Geschichten aus der Serie zum Hineinhören und Kennenlernen sowie drei Musikalben, zusammengestellt mit Liedern aus der Serie unter dem Titel Aus vollem Hals: Drei-vom-Ast-Songs mit dem zugehörigen gleichnamigen Liederbuch; außerdem ein Memory-Spiel und Haushaltsartikel wie Tassen.
| Folge | Titel                                     | Jahr |
| ----- | ----------------------------------------- | ---- |
| 1     | Die Drei vom Ast                          | 1993 |
| 2     | Schon wieder die Drei vom Ast             | 1993 |
| 3     | Die Drei vom Ast und die Kunst            | 1993 |
| 4     | Die Drei vom Ast und die Zeit             | 1994 |
| 5     | Die Drei vom Ast und das Böse             | 1994 |
| 6     | Die Drei vom Ast kann nichts erschüttern  | 1994 |
| 7     | Die Drei vom Ast und die Wahrheit         | 1995 |
| 8     | Die Drei vom Ast und die Freundschaft     | 1995 |
| 9     | Die Drei vom Ast zwischen Himmel und Erde | 1995 |
| 10    | Die Drei vom Ast im Herbst                | 1997 |
| 11    | Die Drei vom Ast und die großen Vögel     | 1997 |
| 12    | Die Drei vom Ast als Friedensstifter      | 1997 |
| 13    | Die Drei vom Ast in Gefahr                | 1998 |
| 14    | Die Drei vom Ast und die Winzlinge        | 1998 |
| 15    | Die Drei vom Ast als freundliche Helfer   | 1998 |
| 16    | Die Drei vom Ast und manch guter Rat      | 1999 |
| 17    | Die Drei vom Ast lernen das Staunen       | 1999 |

### Ole, der Pirat
In sieben Folgen mit je zwei Episoden erzählt Eckart zur Nieden in dieser Serie die Geschichte der elternlosen Geschwister Ole und Antje, die sich auf einem Piratenschiff wiederfinden und um das Überleben in rauer Gesellschaft kämpfen müssen. Prominente Sprecher sind unter anderem Karl-Heinz Kreienbaum, David Kadel, Hanno Herzler, Kai Rinsland und Jürgen Werth.
| Folge | Titel                                 | Jahr |
| ----- | ------------------------------------- | ---- |
| 1     | Das Freibeuterschiff / Das Seegefecht | 1999 |
| 2     | Die Kaperung / Der Orkan              | 2000 |
| 3     | Der Schatz / Der Seeräuberhafen       | 2000 |
| 4     | Das Sklavenschiff / Die Irrfahrt      | 2000 |
| 5     | Die Walfänger / Die Gefangennahme     | 2001 |
| 6     | Die Rettung / Die Festung             | 2001 |
| 7     | Die Falle / Die Befreiung             | 2002 |